# 印度列国时代

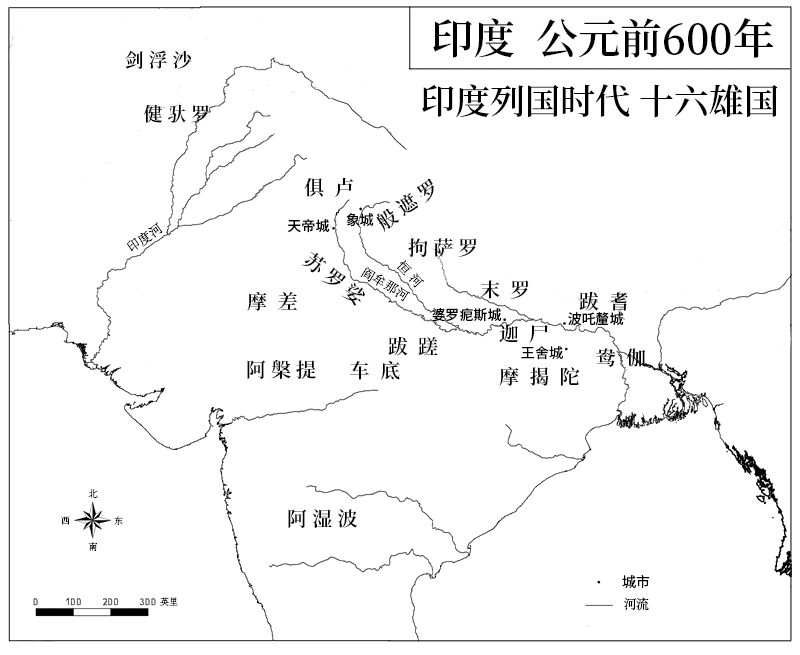
十六大國地圖

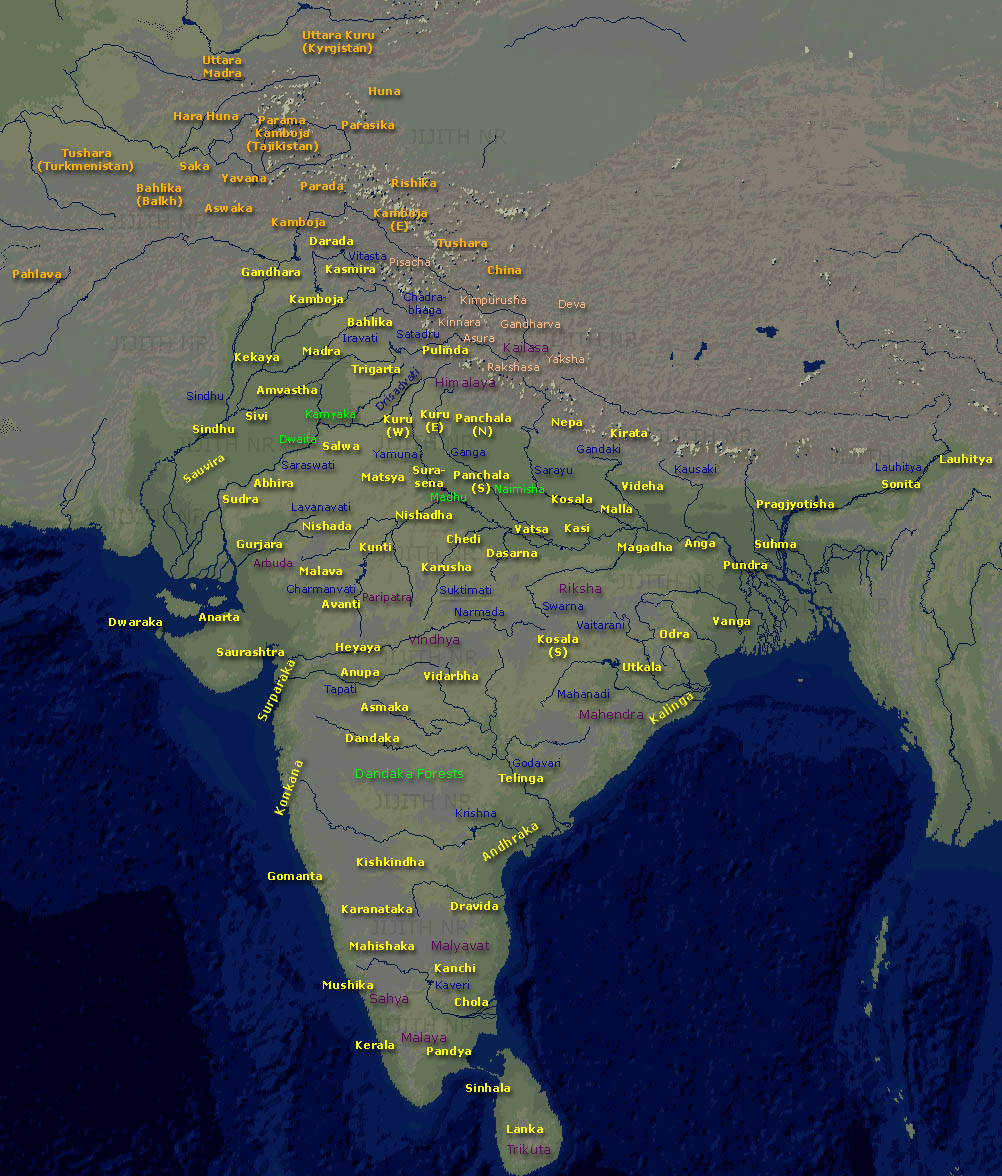
印度諸國

印度列國時代（梵語：महाजनपद，Mahajanapada，意為「大國」；約前600年—約前300年），是印度歷史上的一个時期，前承印度吠陀時代。主要是十六大國并立爭霸，這些大國主要分佈在印度中北部的印度河-恆河平原。
摩揭陀國實力最强，經訶黎、幼龍、難陀、孔雀四個王朝的發展與擴張，最後由孔雀王朝在公元前4世紀末統一了印度大部，結束了印度列國時代。

## 十六大國
十六大國，又稱十六雄國，有多種說法與翻譯，以下列表出自漢譯《長阿含·闍尼沙經》：
1. 鴦伽（巴利語、梵語：Aṅga），首都贍波（英语：Champapuri）
2. 摩揭陀（巴利語、梵語：Magadha），首都王舍城，大城華氏城
3. 迦（巴利語、梵語：Kāśi），首都波羅奈
4. 拘薩羅（巴利語、梵語：Kośala），首都舍衛城，大城阿踰陀/娑枳多（英语：Sāketa）
5. 跋耆（巴利語：Vajji；梵語：Vṛji），首都毘舍離（跋耆共和國）、彌體羅（鞞提訶（英语：Videha）王國）
6. 末羅（巴利語、梵語：Malla），首都拘那揭羅
7. 車底（巴利語：Ceti；梵語：Cedi）
8. 跋蹉（半摩揭陀語：Vaccha；巴利語：Vaṃsa；梵語：Vatsa），首都憍賞彌
9. 俱盧（巴利語、梵語：Kuru）
10. 般遮羅（巴利語、梵語：Pañcāla）
11. 阿濕波（巴利語：Assaka；梵語：Aśvaka、Aśmakā），首都褒怛那（英语：Bodhan）
12. 阿槃提（巴利語、梵語：Avanti），首都優禪尼（北阿槃提）、摩呬沙摩（英语：Mahishmati）（南阿槃提）
13. 摩差[註 1]（巴利語：Macchā，梵語：Matsya）
14. 蘇羅娑（巴利語、梵語：Śūrasena），首都摩偷羅
15. 健馱邏（巴利語、梵語：Gandhāra），首都得叉尸羅（東健馱邏）、富沙迦羅（英语：Pushkalavati）（西健馱邏，後來貴霜帝國迦膩色伽一世在其附近建都，名為富婁沙富羅）[5][6][7]
16. 劍浮沙（巴利語、梵語：Kamboja）

其他文獻又將喻尼/葉筏那（Yona/Yavana）、須賴/蘇羅吒/蘇剌吒（Suraṭṭha/Surāṣṭra）、蘇摩/蘇噏摩（Sumbha?Suhma?）、奔噠羅/奔那伐彈那/分陀/分陀跋陀（Puṇḍra/Puṇḍravardhana）、傍伽（Vaṅgā，孟加拉 Bengal）、毘（Śivi/Śibi）、達舍羅拏（Daśārṇā）列為十六大國。《小部·小義釋》又將迦陵伽與十六大國並列。據水野弘元推測，列入喻尼（印度稱希臘為Yona/Yavana）是因為健馱邏等印度西北地區曾成為希臘人的領土。
十六國中，跋耆（前身為鞞提訶王國）和末羅是貴族共和國，其餘為君主制國家。除了十六大國外，還有釋迦（首都：迦毘羅衛）、藍摩等小國。
《大典尊經》提到了七個國家，除了十六大國中的阿濕波、阿槃提、鴦伽、迦尸以及跋耆前身的鞞提訶之外，還有蘇尾囉國（首都：勞嚕迦）和迦陵伽國（首都：彈多布囉），蘇尾囉和迦陵伽也出現在印度史詩《摩訶婆羅多》。

## 經濟
摩揭陀的王舍城、跋耆的毘舍離城、拘薩羅的舍卫城和阿逾陀城、迦的波羅奈城、鴦伽的贍波、跋蹉的憍賞彌城和犍陀羅的得叉尸羅城，是当时的八大商业城市。此時期冶煉的鐵器開始得到廣泛使用。在考古學領域，此時期與北方磨光黑陶文化(Northern Black Polished Ware)相對應。

## 文化
列國時代是印度文化重要的發展時期，宗教與哲學蓬勃發展，劇烈的社會動盪伴隨著一場思想解放運動——沙門思潮，誕生了許多重要的思想家，有佛教的創始人悉達多·喬達摩和耆那教的創始人伐達摩那，另外還有持無作論的富蘭那·迦葉，持宿命論的末伽梨·瞿舍羅，持不可知論的刪闍夜·毗羅胝子，持順世論的阿耆多·翅舍欽婆羅，持七元素說的波拘陀·迦旃延。這一時代也被佛教稱為“佛陀時代”。婆羅米文出現於此時代。

## 註解
1. ↑  《長阿含經》作婆蹉（*Vaccha/Vatsa），若婆蹉是跋蹉（梵語：Vatsa），則和同文的拔沙（巴利語：Vaṃsa）是同一國家。《巴利經藏》在同樣的位置作摩蹉（Macchā），如《長部·闍尼沙經》(PTS版)：「macchā-sūrasenesu」和《增支部·布薩經》（3集71經）（CSCD版）「macchā-naṃ, sūrasenā-naṃ」。因此，此處的婆蹉有可能即是《巴利經藏》的摩蹉（巴利語：Macchā），《佛光大辭典》亦是以婆蹉為摩蹉（梵語：Matsya）[4]。同樣的情況，似乎也出現在《中阿含經》的跋羅和《出曜經》的拔羅（*Valla），這兩者應當是末羅（Malla）。
2. ↑  釋迦牟尼一生講經的地點，常是大國都城近郊，有：王舍城的竹林精舍，舍衛城的祇園精舍，毘舍離城的大林精舍（大林中又有重閣講堂），王舍城旁鷲峰山，舍衛城的東園鹿子母（英语：Visakha）講堂，波羅奈城旁鹿野苑，迦毘羅衛城等等，般涅槃前在拘尸那揭羅城旁的娑羅雙樹林說法。

## 外部連結
- 【資料集2-4】原始仏教聖典の仏在処・説処一覧　──その他国篇 （页面存档备份，存于）